# DeBary
DeBary é uma cidade localizada no estado americano da Flórida, no condado de Volusia. Foi incorporada em 31 de dezembro de 1993.

## Geografia
De acordo com o United States Census Bureau, a cidade tem uma área de 56,4 km², onde 49,1 km² estão cobertos por terra e 7,3 km² por água.

### Localidades na vizinhança
O diagrama seguinte representa as localidades num raio de 16 km ao redor de De Bary.

## Demografia
Segundo o censo nacional de 2010, a sua população é de 19 320 habitantes e sua densidade populacional é de 393,23 hab/km². Possui 8 978 residências, que resulta em uma densidade de 182,73 residências/km².